# ووتون ریورس
ووتون ریورس (به انگلیسی: Wootton Rivers) یک روستا و محله مدنی در بریتانیا است که در ویلتشر واقع شده‌است. ووتون ریورس ۲۲۸ نفر جمعیت دارد.